# Nightcrawler (Marvel)
Kurt Wagner, beter bekend als Nightcrawler (in het Nederlands Harlekein geheten), is een superheld uit de strips van Marvel Comics, en een lid van de X-Men. Hij werd bedacht door Len Wein en Dave Cockrum en was een van de multiculturele mutanten die werden geïntroduceerd in Giant-Size X-Men #1 (mei 1975).
Nightcrawler is een Duitse mutant met bovenmenselijke wendbaarheid en de kracht om te teleporteren. Door zijn mutatie heeft hij een uiterlijk dat sterk aan dat van een duivel of demon doet denken, met onder andere blauw haar over zijn gehele lichaam, gele ogen en een staart. Nightcrawler is echter zeer katholiek.
Nightcrawler was oorspronkelijk bedacht als personage voor Legion of Superheroes van het concurrende bedrijf DC Comics. Maar DC vond zijn uiterlijk te alien-achtig, waarna Len Wein het idee verkocht aan Marvel Comics.
Naast dat hij in de X-Men-strips verscheen kreeg Nightcrawler ook zijn eigen stripserie in november 1985. Dit was een miniserie van vier delen. In november 2001 verscheen een tweede vierdelige serie rond Nightcrawler.

## Fictieve biografie

### Jeugd
Kurt Wagner is geboren in Duitsland. Als kind werd hij door zijn moeder Mystique en zijn vader Azazel in de steek gelaten. Hij werd gevonden door een zigeunerheks, Margali Szardos, die hem als zigeuner opvoedde. Hierna bracht Kurt enkele tijd door in het circus, waar hij bekendstond als "The Incredible Nightcrawler" (Nachtkriecher in het Duits) en waar hij zijn enorme acrobatische vaardigheden ontwikkelde. Hij werd echter gedwongen zijn stiefbroer Stefan te doden, die een gestoorde kindermoordenaar was geworden. Vanwege zijn duivelse uiterlijk werd Nightcrawler aangezien voor een slecht iemand. Nadat hij Stefan had gedood werd hij door een groep woedende mensen het dorp uitgejaagd. Hij werd gered door Charles Xavier, die hem aanbood bij zijn nieuwe team van X-Men te komen. Hier nam Kurt de naam Nightcrawler aan.

### X-Men
Bij de X-Men vond Nightcrawler een nieuwe familie en thuis. Hij werd goede vrienden met Wolverine. Hij werd al snel een waardevol lid voor het X-men team en nam zelfs tijdelijk de leiding over toen Storm het team verliet omdat ze haar krachten verloor. Dit was al een vooruitblik op Nightcrawlers latere rol als leider van het team Excalibur.
Toen de Beyonder alle andere X-Men naar San Francisco teleporteerde vanwege een crisis, liet hij Nightcrawler achter op de school. Nightcrawler ging hierdoor aan zichzelf twijfelen. Dit werd versterkt toen zijn plan om de super-Sentinel Nimrod uit te schakelen mislukte en hij zonder zijn teleportatiekrachten was overgeleverd aan een woedende menigte. Hij werd gered door Shadowcat en Colossus maar vreesde dat hij zijn krachten voorgoed kwijt was. Nightcrawler kreeg ze later terug, maar iedere keer als hij ze gebruikte verzwakte hij. Hij kon op een gegeven moment niet ontsnappen aan Riptide en raakte zwaargewond.

### Excalibur
Na te zijn genezen zag Kurt hoe de andere X-Men blijkbaar werden gedood op een missie in Dallas. Hij en Shadowcat sloten zich aan bij Captain Britain voor een missie in het Verenigd Koninkrijk. Ze werkten zo goed samen, dat ze besloten een team te vormen genaamd Excalibur. Oorspronkelijk had Captain Britain de leiding over dit team, maar Nightcrawler nam dit later over.

### Terugkeer bij de X-Men
Nadat Captain Britain trouwde met Meggan viel Excalibur uiteen en keerde Nightcrawler terug naar de X-Men, waar hij zelfs de leiding over het team kreeg. Hij deelde zijn leiderspositie met Archangel. Hij hielp Storm Afrika te bevrijden van haar ooms controle. Daarna stuurde Professor X Nightcrawler, samen met wat andere X-Men, op een speciale missie om de alien Vulcan tegen te houden.

### Familierelaties
Uiteindelijk werd onthuld dat Nightcrawlers biologische moeder niemand minder is dan Mystique. Zij was ten tijde van Kurts geboorte getrouwd met de rijke Duitse Herr Wagner. Kurts vader was echter Azazel, een lid van een ras van demonisch uitziende mutanten die jaren terug naar een andere dimensie waren verbannen door een groep als engelen uitziende mutanten. Ook werd onthuld dat de genezende kracht van Angels’ bloed niet werkte op Nightcrawler, sterker nog: het veroorzaakte grote pijn bij hem.

## Karakteristieken
Nightcrawler is een mutant, geboren met een kortharige blauwe vacht die zijn gehele lichaam bedekt. Hij heeft slechts drie vingers aan zijn handen, en twee tenen aan zijn voeten en een derde teenachtig uitsteeksel aan zijn hiel. Zijn tanden zijn langer en scherper dan die van een mens. Hij heeft gele ogen, puntige oren en een staart met een scherpe punt op het eind.
Ironisch genoeg is Kurt Wagner ondanks zijn demonische uiterlijk een extreem religieuze man. Hij is aanhanger van het katholieke geloof, maar zijn demonische uiterlijk maakt het moeilijk voor hem om deel te nemen aan een mis. Omdat mutanten langzaam aan steeds meer geaccepteerd worden in het Marvel Universum lukte het Kurt bijna om een priester te worden. Maar zijn studie werd onderbroken.
Nightcrawler heeft een spontaan en opgewekt karakter. Hij vergelijkt zichzelf vaak met Errol Flynn en is ondanks zijn uiterlijk altijd charmant en attent, wat hem geliefd maakt bij vrouwen. Zijn tijd bij het circus heeft van hem een uitstekende artiest en showman gemaakt. Hij houdt wel van een grapje op zijn tijd en heeft dan ook een groot gevoel voor humor.
Kurt heeft een persoonlijke hologramprojector die in bepaalde gevallen een holografische afbeelding van een gewoon mens over hem heen kan projecteren als een soort vermomming.

### Krachten en vaardigheden
Kurt Wagner is een mutant met veel bovenmenselijke krachten. Zijn grootste kracht is die om te teleporteren. Hij kan zowel zichzelf, als andere materie van een plaats naar een andere brengen. Nightcrawler teleporteert door een andere dimensie te betreden en via deze dimensie razendsnel te reizen waarna hij op de gewenste locatie de dimensie weer verlaat. Hij beschikt over een waarnemingsvermogen dat voorkomt dat hij bij zijn terugkeer in een muur of ander vast voorwerp terechtkomt. Dit waarnemingsvermogen wordt minder naarmate de afstand die hij wil afleggen groter is. Omdat tevoorschijn komen in een vast voorwerp hem zwaar kan verwonden of zelfs zijn dood kan betekenen teleporteert Nightcrawler alleen binnen een gebied waarin hij bekend is, of als hij duidelijk kan zien waar hij heen wil. Zijn gave verwijdert automatisch gassen en vloeistoffen op de plek waar hij “arriveert”.
Het teleportatieproces vergt veel van Nightcrawlers uithoudingsvermogen, en dat van zijn passagiers. Door zware training heeft Nightcrawler een tolerantie voor het teleporteren ontwikkeld, maar veel van de mensen die met hem meereizen hebben dat niet. Daarom teleporteert Nightcrawler ook snel en over korte afstanden als hij iemand meeneemt. Nightcrawler kan zijn gave echter ook gebruiken om bijvoorbeeld een vijand slechts “gedeeltelijk” mee te teleporteren, waardoor diens lichaam opgesplitst wordt.
Als Nightcrawler teleporteert lijkt hij altijd vuur te spuwen. Dit is blijkbaar slechts een optische illusie, aangezien hijzelf en alles wat hij meeneemt altijd ongedeerd blijven. Ook komt bij het teleporteren een sterke geur van zwavel vrij wat waarschijnlijk afkomstig is uit de dimensie waar Nightcrawler doorheen reist. Verder klinkt als hij verdwijnt een doffe plof ('bamf'), als een implosie.
Naast zijn teleportatiekrachten heeft Nightcrawler ook bovenmenselijke fysieke vaardigheden die zelfs die van een olympisch turner overtreffen. Zijn skelet is zeer flexibel wat hem tot een uitstekende acrobaat maakt. Hij beschikt over vergrote reflexen en kan aan muren blijven plakken op dezelfde manier als Spider-Man. Nightcrawler kan ook tijdelijk opgaan in de schaduwen om hem heen door zijn donkerblauwe vacht en zijn connectie met de dimensie waar hij doorheen teleporteert.
Nightcrawlers staart stelt hem in staat objecten vast te grijpen. Zijn staart is sterk genoeg om zowel zijn eigen gewicht als die van een volwassen medepassagier te dragen. De staart kan ook dienstdoen als een soort zwaard. Zijn altijd gloeiende gele ogen geven hem nachtzicht.
Naast al zijn krachten is Nightcrawler een ervaren vechter. Hij heeft ook dienstgedaan als piloot en arts voor het team.

## Ultimate Nightcrawler
De Ultimate Marvel versie van Nightcrawler was toen hij in de strips verscheen slechts veertien jaar oud. Hij sprak toen alleen Duits, maar leerde dankzij Jean Greys mentale krachten al snel Engels. Net als de Ultimate versie van Wolverine heeft Ultimate Nightcrawler te maken gehad met het Weapon X-programma. Hij sloot zich bij de X-Men aan, na aan Weapon X te zijn ontsnapt.
Nightcrawler is een vriendelijke man met veel humor en een sterk verlangen naar avontuur, wat hem de vriendschap van veel X-Men opleverde waaronder Angel.
De krachten van Ultimate Nightcrawler zijn in grote mate gelijk aan die van zijn tegenhanger uit de originele strips. Ook zijn uiterlijk is vrijwel onveranderd. Hij kan over korte afstanden teleporteren, waarbij hij altijd een wolk van gele rook en vlammen achterlaat.

## Nightcrawler in andere media

### Televisie
- In de animatieserie Spider-Man and His Amazing Friends was Nightcrawler een van de X-Men die een gastoptreden had in een aflevering. Hij verscheen in de afleveringen The Education of a Superhero en The X-Men Adventure.
- Nightcrawler verscheen ook in de aflevering “Pryde of the X-Men, de eerste aflevering van een nooit verder gemaakte animatieserie.
- In 1992, in de X-Men-animatieserie, had Nightcrawler slechts een bijrol in de afleveringen Nightcrawler en Bloodlines in seizoenen drie en vijf.
- In de animatieserie X-Men: Evolution heeft Nightcrawler een grotere rol. Hierin is hij nog een tiener, en student aan Xaviers school voor mutanten. Hij heeft hetzelfde gevoel voor humor en avontuur als zijn tegenhanger uit de strips, maar lijkt niet religieus te zijn. Ook ziet hij er iets anders uit: zo heeft hij geen gele ogen. In de serie is eveneens Mystique zijn moeder, maar over zijn vader wordt niets bekendgemaakt. Hij gebruikt net als in de strips een hologramprojector om er als een mens uit te zien. Zijn stem werd gedaan door Brad Swaile.
- Nightcrawler speelt mee in de serie Wolverine and the X-Men. Zijn stem wordt hierin gedaan door Liam O'Brien.

### Biografie in de films
Nightcrawler werd gespeeld door acteur Alan Cumming in de film X2. Kodi Smit-McPhee speelde Nightcrawler in de films X-Men: Apocalypse, Deadpool 2 (cameo) en X-Men: Dark Phoenix.
Kurt Wagner, ook wel de Nightcrawler, is opgegroeid in een circus. Hij is van oorsprong Duits en is zeer Katholiek. Hij heeft een blauwe huid, waarin hij zelf allerlei symbolen op heeft aangebracht vanwege zijn geloof.
Doordat de Nightcrawler door William Stryker met een gif in bedwang werd gehouden, viel hij de president aan. Daarna vluchtte hij naar een kerk in Boston. Hij werd opgezocht door Storm en Jean Grey, die hem meenamen naar de school van Professor X.
Nightcrawler gaat samen met Storm, Jean Grey, Wolverine, Iceman, Pyro, Roque en de slechte Magneto en Mystique naar de basis van William Stryker. Daar bevrijden ze Professor X, Cyclops en de leerlingen.
Hij ontmoet ook Mystique, maar er wordt niet bekendgemaakt of zij zijn moeder is.

## Taalgebruik en naam
- Niet alleen in het Nederlands, maar ook in andere talen heeft Nightcrawler verschillende namen. Zo heet hij in het Frans Diablo (Duivel), in het Fins Painajainen (Nachtmerrie), in het Spaans Rondador Nocturno (Nacht Loerder), in het Portugees Noturno (Nachtelijk). In het Deens was hij lange tijd bekend als Sorte Springer ("Zwarte Ridder" een referentie aan een schaakstuk). In oudere Griekse vertalingen stond hij bekend als “Nachtsluiper”. In het Nederlands stond hij bekend als "Harlekein", en in het Hongaars Árnyék (Schaduw).
- Om Nightcrawlers Duitse oorsprong te benadrukken laten stripschrijvers hem vaak Duitse woorden gebruiken. Maar dankzij slechte vertalingen worden deze woorden vaak verkeerd opgeschreven. Ook maakt Nightcrawler dankzij Engelse schrijvers die niet op de hoogte zijn van de naamvallen in het Duits vaak grote grammaticale fouten. Bekende missers zijn “Katzchen” in plaats van “Kätzchen” (kat) en “Leibchen” in plaats van “Liebchen”'of '” Liebling” (lieveling).
- De Nederlandse vertaling is altijd foutief geschreven om de naam een Duits tintje te geven. De normale Nederlandse schrijfwijze zou Harlekijn zijn.